# Linalool

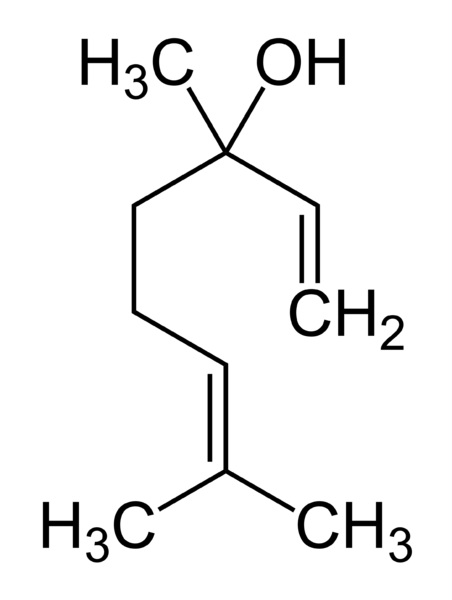

Linalool là một chất lỏng không màu có mùi nhẹ, ngọt với công thức là  C10H18O, khối lượng riêng 858 kg/m³, nhiệt độ sôi là 198-200 °C và khối lượng phân tử à 154,25 g/mol. Nó xuật hiện trong nhiều loại tinh dầu, chẳng hạn như quýt, cây bạc hà, hoa hồng, cây bách, chanh, quế... Linalool còn được tìm thấy ở một số loại nấm. Nó được sử dụng nhiều trong thương mại, phần lớn trong số đó dựa trên hương thơm dễ chịu của nó. Một số các tên khác của Linalool như:
- β-linalool
- Rượu linalyl
- Oxit linaloyl
- p-linalool
- Allo-ocimenol
- 3,7-dimethyl-1,6-octadien-3-ol.

Linalool có thể hòa tan trong rượu, ete, một số loại dầu cố định, propylen glycol; không hòa tan trong glycerin. Khi nung nóng để phân hủy, nó sẽ biến thành khói với một mùi hương khó chịu. Linalool có thể thấm qua niêm mạc miệng của con người.

## Ứng dụng
Linalool có thể xuất hiện để giết chết tế bào ung thư ở mức độ rất thấp.
Trong một số nghiên cứu, linalool có nguồn gốc từ tinh dầu chiết từ hơi nước đã được tìm thấy để làm giảm khả năng tồn tại của dòng tế bào HepG2, các tế bào ung thư gan được sử dụng trên khắp thế giới để nghiên cứu ung thư. Rau mùi đã được chọn vì nó được coi là có loại gia vị liên quan quan trọng đến y học. Linalool ức chế các tế bào ung thư gan khỏi nhân bản. Nồng độ 0,4 micromole ức chế 50% tế bào khỏi tái tạo, nồng độ 2 micromol ức chế 100% tế bào khỏi tái tạo, do đó phá huỷ ung thư.
25 giọt tinh dầu hoa oải hương cung cấp khoảng 0,3 gram linalool. Điều này dễ dàng được cơ thể hấp thụ khi được bôi ngoài da. Một số dược liệu có mùi hương như là hoa oải hương sẽ an toàn để ăn, tuy nhiên chỉ với số lượng nhỏ sẽ đem đến một số lợi ích nhất định cho cơ thể con người.

## Điều chế
Linalool có thể được điều chế tổng hợp từ myrcene hoặc từ dehydrolinalool. Ngoài ra, nó có thể thu được bằng cách chưng cất từng phần, từ các loại dầu của cây Cauente rosewood (Licasia guaianensis, Ocotea caudata), Brazil rosewood (Ocotea parviflora), linaloe Mexico, shiu (Cinnamomum camphora Sieb. var linalooifera) và hạt rau mùi (Coriandrum sativum L.).
Linalool cũng có thể tạo ra từ nerol và geraniol bởi việc đồng phân hóa xúc tác ortho-vanadate. Vì linalool có nhiệt độ sôi thấp hơn so với nerol và geraniol nên quá trình đồng phân hóa có thể được diễn ra trong các điều kiện chưng cất để loại bỏ linalool trong khi liên tục bổ sung nerol và geraniol vào bình đun cất để đồng hoá tiếp tục.